# Conspiration de Chalais
La conspiration de Chalais est une conspiration qui eut lieu en 1626 en France, et fut dirigée contre le cardinal de Richelieu, principal ministre de Louis XIII, et contre ce dernier, qui soutenait son ministre. C'est la première (mais non la dernière) conspiration de la noblesse contre le ministre. Celle-ci sera axée entièrement sur le mariage de Gaston, frère du roi, et de l'absence de descendance de Louis XIII, et brouillera durablement celui-ci d'avec sa femme Anne d'Autriche.
La conspiration porte le nom d'Henri de Talleyrand-Périgord, comte de Chalais, non parce qu'il en fut le réel instigateur, mais parce qu'il fut le principal instrument dont se servirent les deux camps.

## Histoire de la conspiration

### Origines

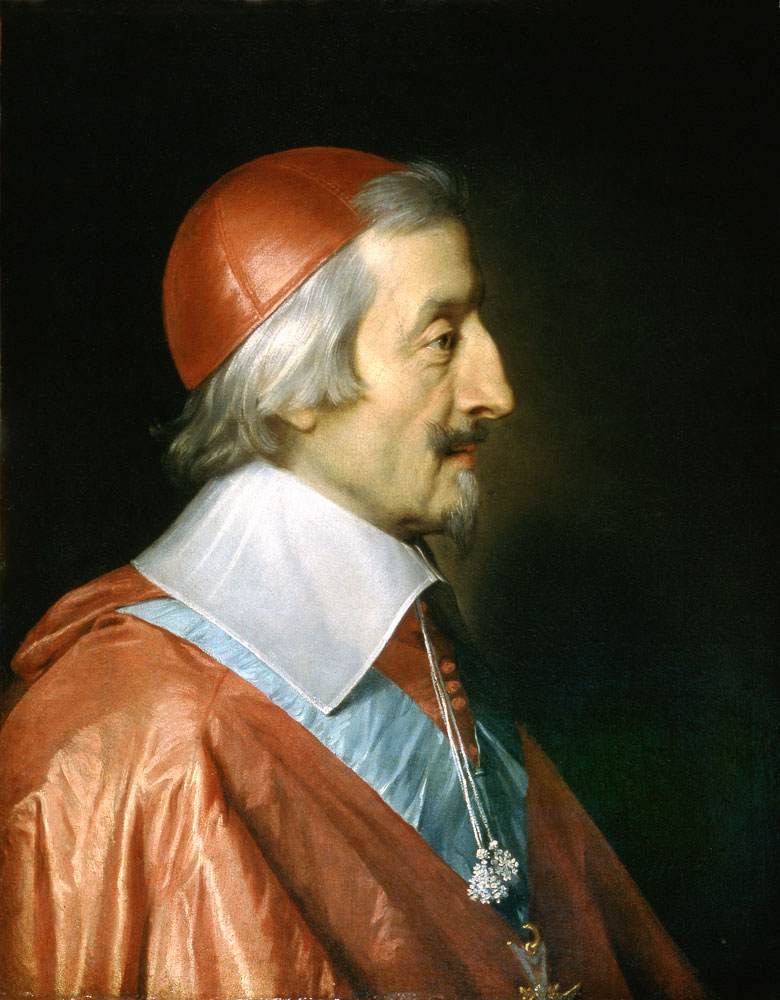
Le cardinal de Richelieu (Philippe de Champaigne, 1642).

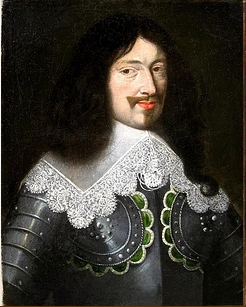
Louis XIII (attribué à Giusto Sustermans, XVIIe siècle).

Louis XIII et Richelieu souhaitent que Monsieur, frère du roi (Gaston de France) se marie. Ce jeune homme (17 ans) est le seul héritier du trône à ce moment : le roi n'ayant pas encore d'héritier, imposer une alliance à son frère lui permet de mettre fin à tout rapprochement entre l'héritier et des puissances étrangères, et de mieux contrôler son frère. Leur choix se porte sur mademoiselle de Montpensier. Gaston, poussé par son gouverneur le maréchal d'Ornano, ne veut pour rien au monde épouser cette riche héritière, et un parti de l'« aversion au mariage » se réunit autour de lui.
D'Ornano a déjà été mis en prison sur les fausses accusations de Charles de La Vieuville, surintendant des Finances ; bien que remis en liberté et nommé maréchal de France, sa rancœur le mène du côté de son maître. La reine Anne d'Autriche s'intéresse au projet, car la descendance royale ne devrait dépendre que d'elle ; Marie de Rohan, duchesse de Chevreuse, grande ennemie du cardinal, et surintendante de la maison de la reine, s'associe à ce début de conjuration.
D'autres nobles, tels que le comte de Soissons (prétendant de Mlle de Montpensier), le prince de Condé, la princesse de Conti, et son amant le maréchal de Bassompierre se joignent également à l'entreprise. Les demi-frères de Louis XIII et de Gaston, César de Vendôme (duc de Vendôme et gouverneur de Bretagne) et Alexandre de Vendôme (grand prieur de France), s'impliquent également, et cherchent non seulement à se défaire de Richelieu, mais également de Louis XIII, pour mettre Gaston sur le trône. Les comploteurs ont pour projet de faire épouser la reine au futur roi ; César deviendrait l'éminence grise du monarque (à la place d'Ornano), et Anne se maintiendrait sur le trône de France.
Ils s'associent ainsi au propre frère du roi pour intriguer contre l'autorité grandissante de Richelieu, et contre la remise en cause du système aristocratique pour un système monarchique.

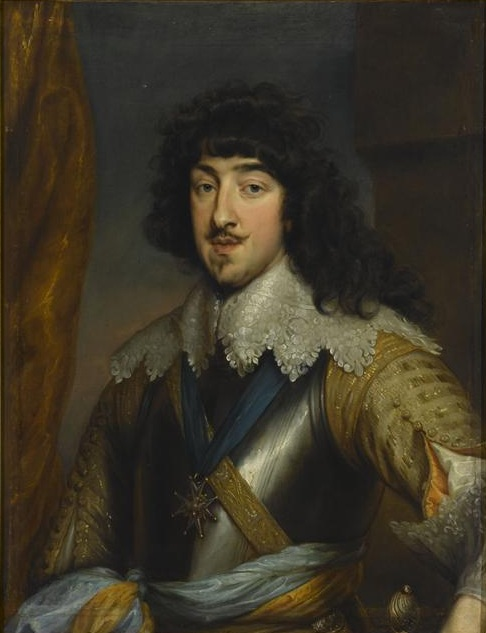
Gaston de France
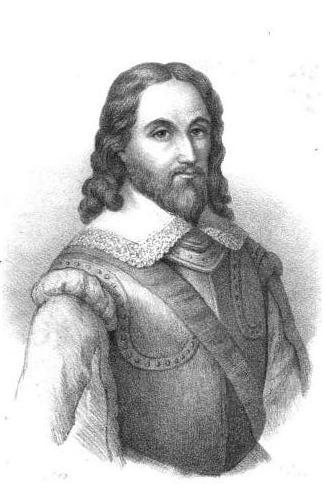
Le maréchal d'Ornano
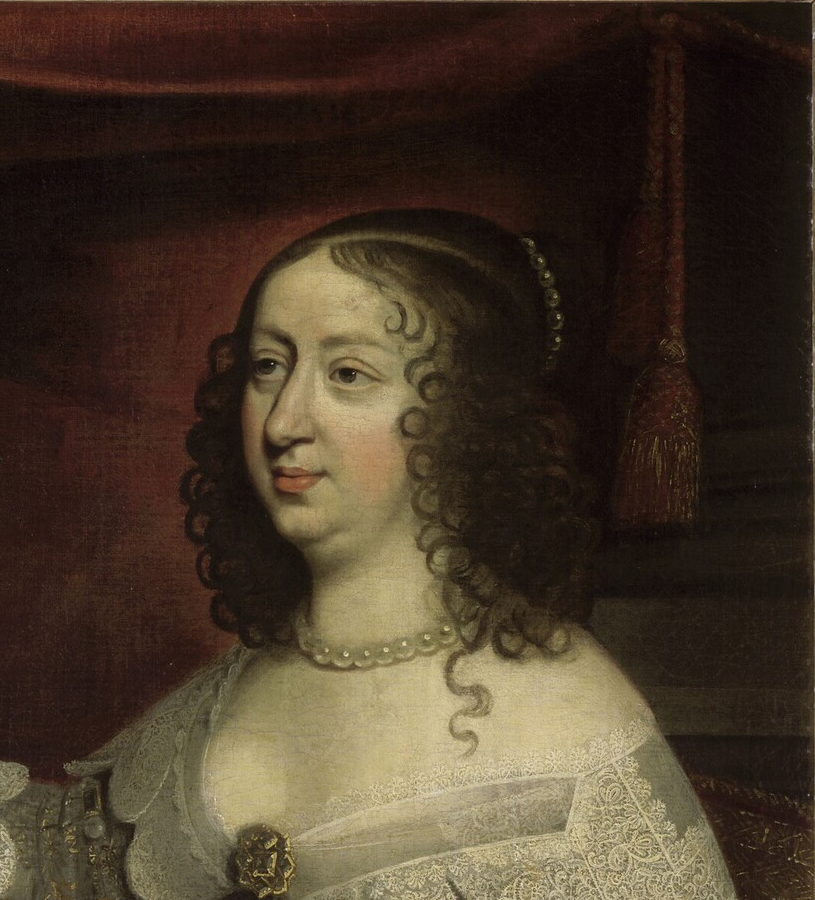
La reine Anne d'Autriche
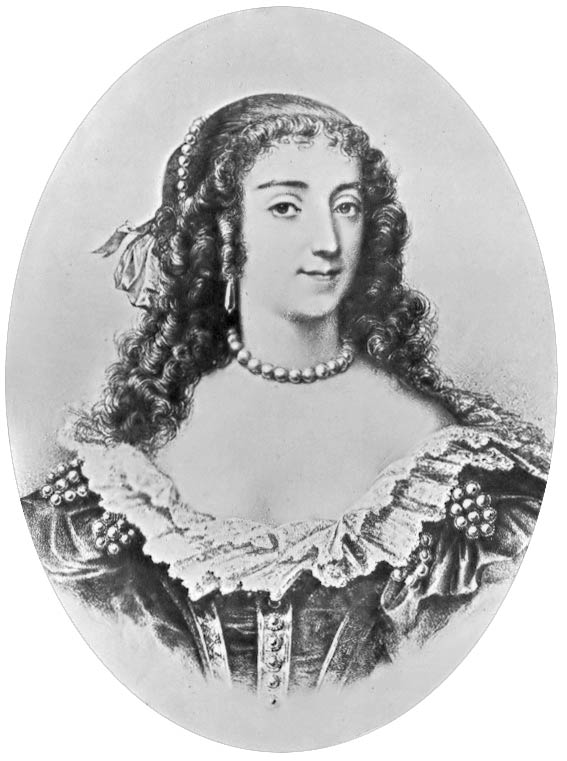
La duchesse de Chevreuse
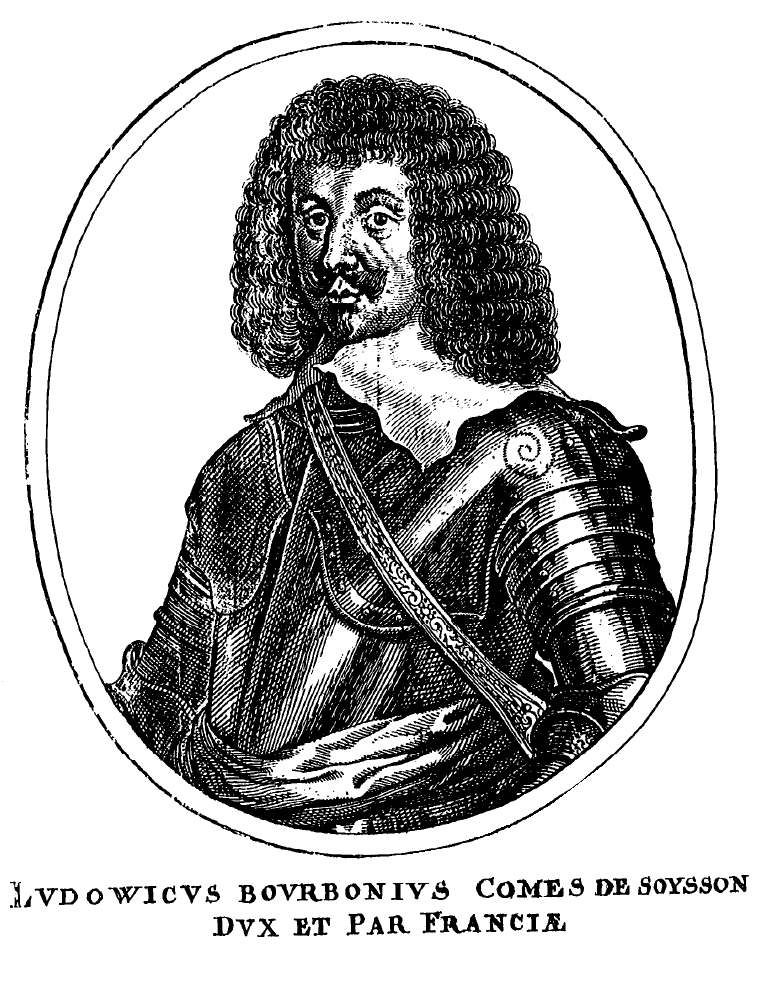
Le comte de Soissons
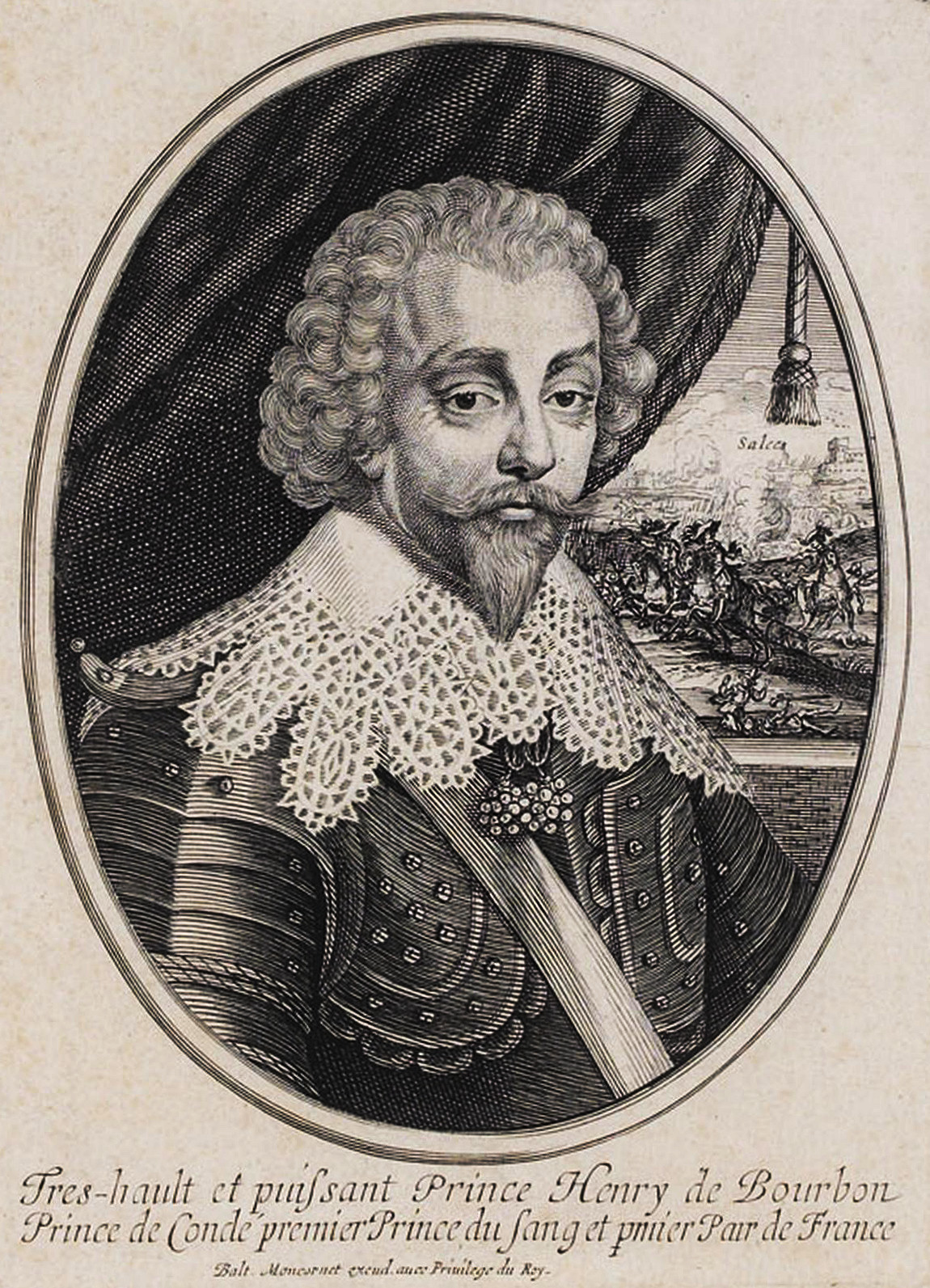
Le prince de Condé
Le maréchal de Bassompierre
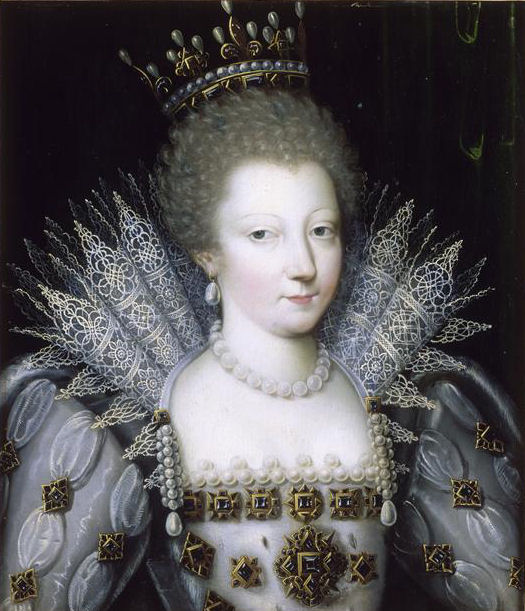
La princesse de Conti
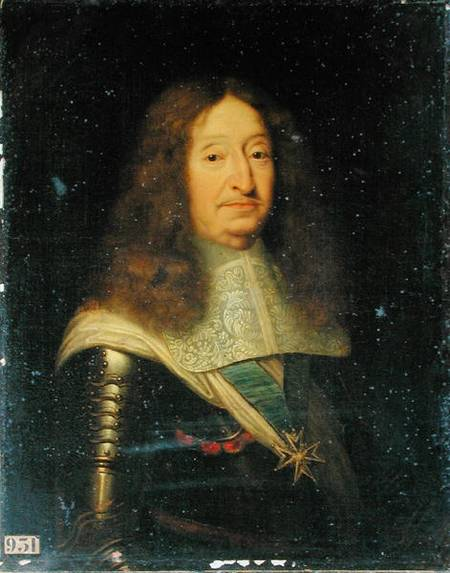
Le duc César de Vendôme

### Déroulement
Le comte de Chalais, gentilhomme de la maison du roi, est fort apprécié par celui-ci qui l'a nommé maître de la garde-robe. Chalais a épousé Charlotte de Castille en 1623 ; à cause de ce mariage, il a tué en duel un homme se prétendant l'amant de sa femme,. Le duel étant interdit, la Cour prend parti pour ou contre Chalais ; le frère du roi et ses amis soutiennent le comte, ce qui rapproche celui-ci de la maison de Monsieur. En 1626, la duchesse de Chevreuse cherche à le séduire, afin de profiter de sa proximité avec le roi. Chalais tombe sous son charme, et se rapproche encore du parti de Gaston. De son côté, le roi fait enfermer le maréchal d'Ornano à la Bastille le 4 mai, à la suite des contacts que celui-ci avait initiés auprès des cours d'Angleterre et de Savoie pour Gaston.
Un projet d'assassinat est monté pour assassiner Richelieu à Fleury-en-Bière, chez lui, au moment d'une visite de Gaston au cardinal ; à l'occasion d'une dispute entre les gentilshommes accompagnant Monsieur, Chalais doit assassiner Richelieu de son épée. Mais Chalais se confie à son oncle, le commandeur de Valençay de l'ordre de Saint-Jean de Jérusalem, qui lui ordonne d'avouer au roi et au cardinal toute l'affaire.
Après avoir déjoué ce projet le 11 mai (Richelieu met sa maison à disposition de Monsieur tandis qu'il se rend ailleurs), ceux-ci[Qui ?] demandent à Chalais d'espionner la conjuration, et préparent l'arrestation des protagonistes. Le garde des Sceaux, le chancelier d'Aligre, proche de Gaston, est obligé de démissionner, et est remplacé par Michel de Marillac. Gaston est durement sermonné, et doit signer le 31 mai un document confortant son union avec le roi et sa mère ; le même jour, le prince de Condé abandonne la conspiration.
La cour se déplace vers Nantes pour assister aux états de Bretagne. Le 13 juin 1626 à Blois, les frères Vendôme sont arrêtés et emprisonnés à Amboise, puis au château de Vincennes. Monsieur se réconcilie avec son frère, accepte l'idée de mariage, et reçoit en apanage le duché d'Orléans. Mais le complot ne s'essouffle pas, et Chalais, à rebours de son rôle d'espion, s'y implique de plus en plus ; le commandeur de Valençay prévient Richelieu du nouveau changement de camp de son neveu. Il est question de faire partir secrètement Monsieur pour Metz ; Chalais contacte successivement le marquis de La Valette, gouverneur de la ville, puis le père de celui-ci, le duc d'Épernon. À Nantes, Gaston est remis sur la sellette devant le roi, Richelieu, la reine-mère et le nouveau garde des sceaux Marillac, et avoue toute l'affaire, chargeant ses anciens complices.

### Devenir des conjurés
Chalais est arrêté le 8 juillet (on suppose que c'est un ancien ami à lui, Louvigny, qui aurait dénoncé ses intentions criminelles à l’encontre du roi), et jugé à Nantes, dans le couvent des Cordeliers ; Louis XIII a donné tous pouvoirs au garde des Sceaux, pour mener une information judiciaire concernant ces évènements. Après de complets aveux (qui ne font que confirmer les soupçons du cardinal), il est condamné à la peine de mort pour crimes de lèse-majesté le 18 juillet. Ses amis dissuadent le bourreau de faire son office, mais c'est alors un condamné à mort (gracié pour l'occasion) qui se charge de la besogne, sur la place du Bouffay. Celui-ci utilise une épée, puis une doloire, mais a du mal à procéder à la décapitation : au vingtième coup de hache, Chalais est encore vivant, et il faudra attendre le vingt-neuvième coup (ou le trentième) pour qu'enfin le condamné soit mort.
La duchesse de Chevreuse se réfugie auprès du duc de Lorraine. D'Ornano mourra en prison le 2 septembre, avant de pouvoir être jugé. Alexandre de Vendôme mourra également en prison en 1629 ; César resta emprisonné jusqu'en 1630, puis fut exilé et revint en France en 1632. Le maréchal de Bassompierre et la princesse de Conti ne furent disgraciés qu'après la journée des Dupes, en 1631.
Gaston se maria avec mademoiselle de Montpensier, et reçut en apanage les duchés d'Orléans et de Chartres, augmentés du comté de Blois. Sa femme décédera en couches l'année suivante, ne laissant qu'une fille (la Grande Mademoiselle), ce qui permit aux intrigues concernant Monsieur de reprendre peu après.

## Littérature
- Michel Zévaco, L'Héroïne, 1910, roman de cape et d'épée. En 1626, une jeune bretteuse qui veut venger l'assassinat de sa mère par Richelieu s'associe à la Conspiration de Chalais. L'auteur y ajoute les deux célèbres duellistes Montmorency-Bouteville, Beuvron.
- Jean d'Aillon, Les Collèges fantômes (série Louis Fronsac). La conspiration y apparaît comme une alternative à un autre complot contre Richelieu ayant échoué, qui impliquait la découverte d'un livre interdit rédigé par Antonio Santarelli dans la bibliothèque du cardinal.
- Hélène Clerc-Murgier, L’Affaire Chevreuse, roman policier historique. Ed. Chambon Noir, 2020. Ce roman fait revivre l'affaire, à travers Madame de Chevreuse, à qui on prête de nombreux amants, donc Chalais. Elle pourra œuvrer dans l'ombre à son dessein machiavélique : faire assassiner le puissant cardinal de Richelieu et détrôner le roi au profit de Gaston d'Orléans, son jeune frère.